# 罗德里戈·佩索阿
罗德里戈·佩索阿（葡萄牙語：Rodrigo Pessoa，1972年11月29日—），巴西男子马术运动员。他曾代表巴西参加1992年、1996年、2000年、2004年、2008年、2012年和2020年夏季奥林匹克运动会马术比赛，获得一枚金牌和二枚铜牌。